# Arne Beurling

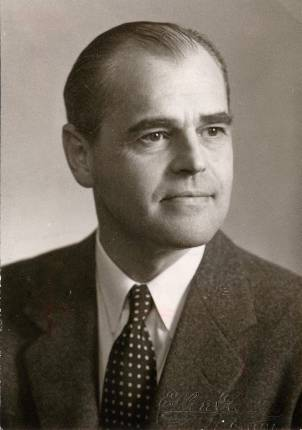
Arne Beurling um 1948

Arne Karl August Beurling (* 3. Februar 1905 in Göteborg; † 20. November 1986 in Princeton) war ein schwedischer Mathematiker, der sich vor allem als Analytiker einen Namen machte. Erst viel später wurde seine Rolle bei der Entzifferung des deutschen Geheimschreibers durch die Schweden 1940 bekannt.

## Leben
Arne Karl August Beurling ging in Göteborg zur Schule und studierte ab 1924 in Uppsala Mathematik. 1926 legte er das Kandidatenexamen ab und erwarb 1928 das Lizenziat. Nach Militärdienst wurde er 1933 in Uppsala mit der Dissertation Études sur un problème de majoration bei Anders Wiman promoviert. Seine Thèse erschien auch als Buch, machte ihn bekannt und verschaffte ihm im selben Jahr eine Dozentenstelle in Uppsala. 1934 habilitierte er sich und wurde 1937 Professor, was er bis 1952 blieb. 1948/49 war er Gastprofessor an der Harvard University, wo sein Freund Lars Ahlfors Professor war. 1952 ging er nach Princeton ans Institute for Advanced Study, wo er 1954 Professor wurde – 1965 erhielt er dort sogar Einsteins ehemaliges Büro Nr. 115. 1973 emeritierte er.
1963 erhielt er die Celsius-Goldmedaille der Königlich Schwedischen Akademie. Er war Ehrenmitglied der schwedischen mathematischen Gesellschaft und ihr erster Präsident. 1976/77 waren die Seminare am Mittag-Leffler-Institut in Stockholm ein ganzes „Arne-Beurling-Jahr“ seinen Arbeiten gewidmet. Zu seinen Schülern zählen unter anderem Carl-Gustav Esseen, Göran Borg und Lennart Carleson. Beurling liegt im Familiengrab in Stockholm begraben.

## Werk
Beurling war ein führender Vertreter der Analysis.
Er kooperierte etwa mit Jacques Deny, Lars Ahlfors und Paul Malliavin. Er beschäftigte sich unter anderem mit Funktionentheorie, harmonischer Analysis, insbesondere Fourierintegrale, Potentialtheorie, Differentialgleichungen, der Verteilung der Primzahlen („Beurling-Zetafunktion“) und Dirichlet-Reihen.
Seine Dissertation von 1933 war funktionentheoretischen Themen gewidmet. Dort führte er unter anderem den Begriff des extremalen Abstands ein und konnte damit einen neuen Beweis einer kurz vorher von Ahlfors bewiesenen Vermutung von Denjoy über asymptotische Werte ganzer Funktionen geben.
Gemeinsam mit Ahlfors erweiterte er dies später zum Konzept der extremalen Länge, das zum Beispiel in der Theorie der quasikonformen Abbildungen von großer Bedeutung ist. In der Potentialtheorie stammt von ihm das Konzept der Dirichlet-Räume.
Dies hatte auch großen Einfluss in der Wahrscheinlichkeitstheorie. In der harmonischen Analysis folgte er den Arbeiten von Norbert Wiener, der zu den wenigen zeitgenössischen Mathematikern zählte, die Beurling las. Seine Vorlesungen beruhten überwiegend auf eigenen Arbeiten.
1950 hielt er einen Plenarvortrag auf dem Internationalen Mathematikerkongress in Cambridge (Massachusetts) (On null sets in harmonic analysis and function theory).

### Entzifferung des Geheimschreibers

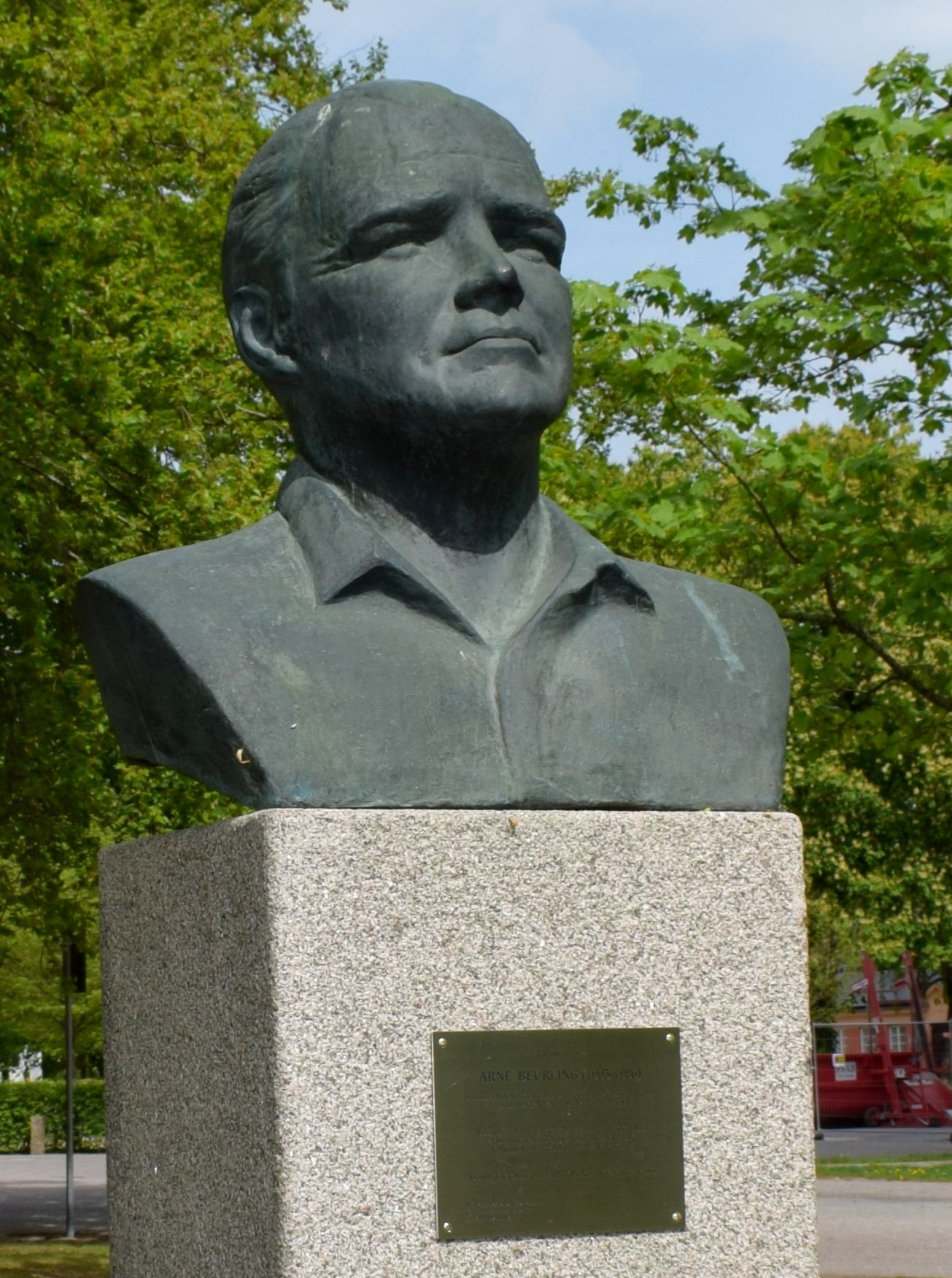
Büste zum Gedenken an Arne Beurling im Park der Universität Uppsala

Während in England speziell für die Entzifferung des deutschen Geheimschreibers, über den zum Beispiel der diplomatische Verkehr und die Nachrichten von Deutschland ins deutsch-besetzte Norwegen und zum deutschen Bundesgenossen Finnland über Kabel in Schweden liefen, mit großem Aufwand die ersten Computer („Colossus“) entwickelt wurden, gelang es Beurling schon im Sommer 1940 in Schweden, den Code zu knacken, und das in nur zwei Wochen ohne Kenntnis des Aufbaus der Maschine oder irgendwelcher Klartexte. Allerdings konnte er von einigen sehr groben Fehlern der deutschen Operateure, die zum Beispiel Meldungen bis zu 40-mal mit demselben Schlüssel durchgaben, profitieren.
Der Kryptographiehistoriker David Kahn nannte das eine der bemerkenswertesten kryptographischen Leistungen während des Zweiten Weltkriegs. Sein genaues Vorgehen hat Beurling für sich behalten, doch wurde es von seinem ehemaligen Kollegen Beckman beim schwedischen Entzifferungsdienst in groben Umrissen in einem Buch beschrieben. Dank der Arbeit von Beurling konnten mehrere Kopien des Geheimschreibers gebaut und die systematische Rekonstruktion der täglich wechselnden Schlüssel organisiert werden. So hatten die Schweden unter anderem frühzeitig Kenntnisse der „Barbarossa“-Pläne der Deutschen für den Angriff auf die Sowjetunion. Von den Entzifferungen erfuhren sowohl die Sowjetunion (über einen Agenten, der als schwedischer Kurier arbeitete) als auch die Deutschen 1942 (über die mit ihnen befreundeten Finnen), so dass sie ab 1942 begannen, Erschwernisse in der Chiffrierung einzubauen und den Kabelverkehr über Schweden für wichtige Nachrichten zu meiden. Gelegentlich konnten die Schweden noch 1943 in die Chiffre einbrechen (dank eines Fehlers bei der Einführung neuer Chiffriermaschinen), 1944 hörte das aber mit der Einführung neuer Chiffrier-Maschinen ganz auf.